# Myicola ostreae
Myicola ostreae is een eenoogkreeftjessoort uit de familie van de Myicolidae. De wetenschappelijke naam van de soort is voor het eerst geldig gepubliceerd in 1953 door Hoshina & Sugiura.